# Maria Teresa Llorens i Crusat
Maria Teresa Llorens i Crusat (Barcelona, 2 d'agost del 1926 - 15 de novembre del 2009) va ser mestra i compositora.

## Biografia
Estudià a l'Escola Municipal de Música de Barcelona amb els mestres Argelaga, Alfonso i amb el seu pare, el músic i compositor Jaume Llorens i Llaveria, que havia estat professor de clarinet de la Banda Municipal de Barcelona amb Lamote de Grignon. Estudià Magisteri, es llicencià en Lletres i va ser professora d'educació primària i directora del Col·legi Llorens. Cantà en tessitura de soprano, i durant més de 25 anys va fer d'organista de la parròquia del Sant Crist de Barcelona.
Com a compositora és autora de vuit misses, 33 himnes, diverses sardanes, música per a l'escena, nadales, havaneres, polques, cançons infantils, marxes i goigs. Publicà poemes als programes de la festa major de l'Argentera. El Reial Cercle Artístic de Barcelona la distingí el 1993 amb la Medalla de la Música.

## Obres
- Anem a la mar (1999), havanera per a banda
- Belles arts, per a banda
- Goigs a la Mare de Déu del Remei [d'Alcover] (2009), amb lletra de mossèn Joan Roig i Montserrat, signats Maria Teresa Llorens de Vasquez
- Himne de la sala de ball La Paloma (1992), per a veu i orquestra
- L'oncle Pere, havanera
- Polca dels fadrins, per a banda
- Himne d'Alcover (1967)[5]

### Sardanes
- L'Aleixar
- L'Argentera
- Campanes de la Catedral (1999)[6]
- En Pau petit
- Jordi (1991)
- Lola i Jaume
- M'estimo Mont-roig
- El Mas-roig
- Mont-roig
- La presumida, sobre el tema La filla del marxant
- Santa Bàrbara d'Escornalbou (1986)
- Sardana noble dansa (1980)
- Sardanes a la Catedral (1999)
- Scala Dei, el nostre Priorat
- Seguirem penjats d'un fil
- Veniu tots a dansar (1994), amb versió per a banda de música